# Asparagus bayeri
Asparagus bayeri — вид рослин із родини холодкових (Asparagaceae).

## Назва
Цей вид названий на честь пана М. Б. Байєра (англ. M.B. Bayer), колишнього куратора Національного ботанічного саду Кару, Вустер.

## Біоморфологічна характеристика
Це малий кущ до 1 м заввишки, блакитнувато-сірий, дуже колючий. Стебла прямі, гладкі, темно-сірі. Гілки висхідні, завдовжки до 1.8 м, щільно вкриті розлогими колючими гілочками. Кладодії зазвичай у парних пучках у вузлах. Квітки попарні.

## Середовище проживання
Ендемік Капської провінції ПАР.